# Cirsium eatonii
Cirsium eatonii là một loài thực vật có hoa trong họ Cúc. Loài này được (A.Gray) B.L.Rob. mô tả khoa học đầu tiên năm 1911.